# Església de la Misericòrdia (Porto)
L'Església de la Misericòrdia (en portuguès: Igreja da Misericórdia) està situada a la Rua das Flores, a la ciutat de Porto, a Portugal. Està inclosa dintre del conjunt del centre històric de Porto, classificat com a Patrimoni de la Humanitat per la UNESCO des del 1996.

## Història
La Santa Casa de la Misericòrdia de Porto va ser instituïda el 1502 a conseqüència d'una carta que el rei Manuel I haurà escrit el 1499 a les persones més influents de la ciutat, a la qual els recomanava la creació d'una confraria semblant a la de Lisboa, instituïda l'any anterior. Inicialment, la Confraria de Nostra Senyora de la Misericòrdia, s'instal·là a la Capella de Sant Jaume, al claustre vell de la Seu de Porto. El 1555, es mudaren a la Rua das Flores, aleshores Rua de Santa Catarina das Flores, oberta uns anys abans i iniciaren aquest mateix any la construcció de la seva església, obra de Manuel Luís, que seria beneïda el 13 de desembre del 1559 pel bisbe Rodrigo Pinheiro, quan encara no estava acabada. L'altar va ser conclòs el 1590. L'esquema de volta seguit per l'arquitecte segueix, tot i que amb dimensions més petites, l'esquema de l'altar del Monestir dels Jerònims, realitzat per João de Ruão entre 1565 i 1572.
Al segle següent, el 1623 i 1637, es construeixen les dues capelles laterals. En els terrenys donats es construïren, a més de l'església, la Casa del Despatx, la sagristia i d'altres dependències annexes.
Fou construïda inicialment en estil renaixentista amb reminiscències gòtiques, però d'aquesta església només se n’aprofità l'altar. El 1628 va ser revestida interiorment de rajoles fetes a Lisboa, poques de les quals arribaren fins als nostres dies. Tenia la façana reculada respecte al carrer, espai que seria utilitzat, posteriorment, per a construir la nova façana i el cor.
L'església quedà molts anys abandonada i durant molt de temps amenaçà ruïna. No fou fins al segle xviii que es decidí la seva restauració. El dia 7 de febrer del 1740, la Mesa de la Santa Casa de la Misericòrdia consultà diversos pèrits, entre els quals Nicolau Nasoni, per a donar el seu parer sobre l'estat de seguretat de l'església. Finalment i després de la caiguda de la volta de pedra de la nau, Nasoni reedificà l'església el 1748, en estil barroc amb formes de rococó.

## Arquitectura i Art
No existeix a Porto cap altra façana amb un efecte tan escenogràfic com la de l'Església de la Misericòrdia. La seva façana, ostentosa i pesada, s'assenta sobre tres arcades que obren el pis inferior, recolzades en alts pedestals. L'arc central està rematat per un cartutx, situat a l'entaulament, amb una llegenda bíblica i la data de 1750 i per un frontó circular interromput, profusament decorat. Els arcs laterals estan rematats per petxines. Aquests portals donen accés al nàrtex voltat que ocupa el lloc del pati de l'antiga església.
El segon pis, recolzat en l'entaulament divisori, acaba, també, en un frontó circular partit, decorat generosament. componen el conjunt tres finestrals, coincidint verticalment amb els portals, amb la part superior ondulada, sent el central major que els laterals i encimbellats per frontons abundantment decorats. Rematant la façana trobem un gran frontó amb l'emblema de la Misericòrdia i la corona reial i, sobre la cornisa, quatre pinacles flamejants i en la part més elevada de l'edifici, una gran creu de pedra treballada.
A l'interior, l'església està constituïda per una sola nau amb volta de maó recoberta d'estuc i parets folrades de rajoles blaves i blanques, que substituïren, el 1866, les primitives, de les quals només en resta el tram de la paret de l'escala d'accés a la sagristia. L'altar està cobert per una volta de canó decorada amb cassetons rectangulars i trapezoïdals amb decoració voluminosa de caràcter geomètric, ben a l'estil manierista. La volta i les parets són de granit. Les parets es divideixen en dos frisos, l'inferior, amb columnes jòniques i, a l'intercolumni dels dos primers trams de cada costat, fornícules amb imatges, de fusta, dels Evangelistes, realitzades a Lisboa el 1597 però, pintades el 1888 per Marques Pinto, tot imitant marbre. La mateixa correspondència es dona al pis superior, decorat amb columnes corínties i, en comptes de fornícules, llucanes amb reixes de ferro daurat (del segle xix). Cal mencionar l'ús de columnes aparellades, influència del manierisme.
L'arc del creuer, un joc de frontó doble recolzat en columnes jòniques, està decorat amb garlandes, florons i d'altres motius vegetalistes. A la sanefa de talla daurada neoclàssica hi figuren les armes reials i la imatge de Nostra Senyora de la Misericòrdia. Cal destacar, també, les capelles i els altars laterals, amb panells i imatges valuoses i el cor, que descansa en un arc carpanell obra de Nasoni i el paravent de talla rococó. A l'esquerra es troben dues urnes de marbre amb les restes mortals de Lopo de Almeida, gran mecenes d'aquesta església.
El retaule original, pintat per Diogo Teixeira a finals del segle xvi, desaparegué, només quedant-ne tres taules: Anunciació, Visitació de la Verge i Nativitat.